# لوئیز دو بوروی، کنتس اوسونویل
لوئیز دو بوروی، کنتس اوسونویل (به فرانسوی: Louise de Broglie, Countess d'Haussonville) (۲۵ مه ۱۸۱۸–۲۱ آوریل ۱۸۸۲) مقاله‌نویس و زندگی‌نامه نویس فرانسوی و از اعضای خانواده بوروی (یک خانواده برجسته فرانسوی) بود. او نوه رمان‌نویس مادام دو استائل، مستقل، لیبرال و صریح قلمداد می‌شد. پرتره ۱۸۴۵ او توسط ژان اگوست دومینیک انگر، که سه سال به طول انجامید، از دهه ۱۹۳۰ در مجموعه فریک در شهر نیویورک به نمایش گذاشته شده‌است.

## زندگی‌نامه
وی از بدو تولد (طبق معمول در خانواده اشرافی پدرش) لوئیز آلبرتین، پرنسس دو بوروی نام داشت، وی دختر دولتمرد و دیپلمات ویکتور دو بوروی، سومین دوک دوبروی و آلبرتین، بارونس استال فون هولشتاین بود. او بزرگترین فرزند از سه کودکی بود که تا بزرگسالی زنده ماند. برادرش آلبرت عنوان دوکال دو بوروی را به ارث می‌برد و به شهرت سیاسی و ادبی دست می‌یابد، در حالی که برادر کوچک او اگوست، کشیش دو بوروی آینده، یک حرفه کلیسایی را دنبال می‌کند. لوئیز از طریق مادرش نوه سالونیست و رمان‌نویس مشهور ژرمن دو استال، معروف به مادام دو استال بود. گرچه دو استال یک سال قبل از تولد وی درگذشت، لوئیز در چوتو کوپت در سوئیس متولد شد، اقامتی که از طریق نوشته‌ها و بدنامی فرهنگی دو استال معروف شد. وی در سال ۱۸۷۸ املاک کوپه را به ارث می‌برد و در آنجا به خاک سپرده می‌شود. ; این املاک که از سال ۱۹۲۴ تا ۱۹۲۵ برای عموم آزاد بوده‌است، هنوز متعلق به فرزندان کنتس اوسونویل است.

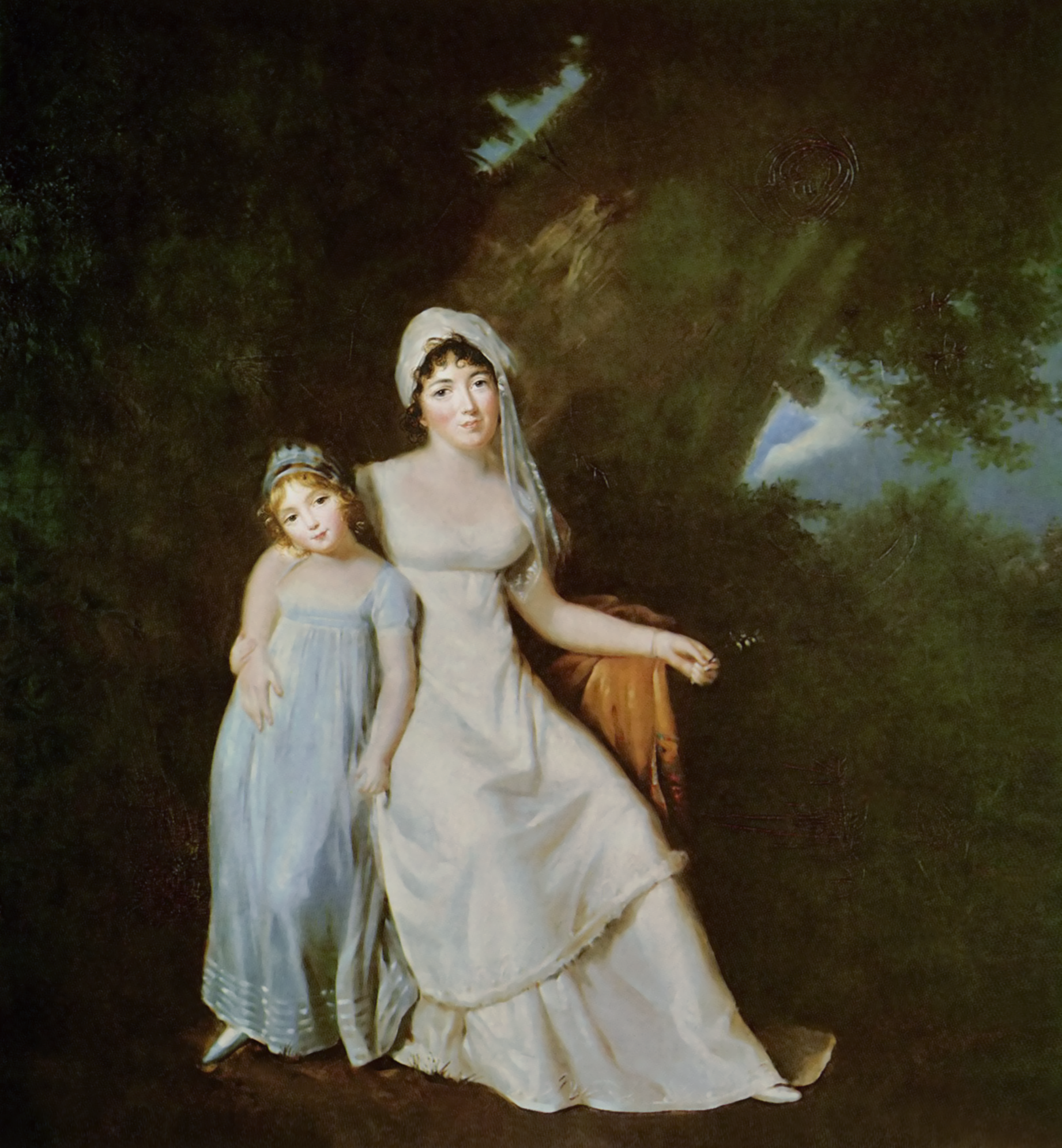
مارگریت ژرار، مادام دو استال و دخترش، حوالی ۱۸۰۵ (مجموعه شاتو دو کوپه). نقاشی مادر و مادربزرگ لوئیز دو بوروی، ۱۳ سال قبل از تولدش

ژرمن دو استایل دختر بانکدار و سیاستمدار سوئیسی ژاک نکر بود که مدیر کل امور مالی لوئی شانزدهم بود و همسرش سوزان کورچود، دختر فقیر اما تحصیل کرده یک کشیش سوئیسی (کورچود قبلاً نامزد شده بود) ادوارد گیبون مورخ). گفته می‌شود پدربزرگ مادری لوئیز اریک مگنوس استایل فون هولشتاین، سفیر سوئد در فرانسه است، اما به عنوان دو استال همچنین رابطه عاشقانه و همکاری فکری دیرینه ای با فعال سیاسی لیبرال و نویسنده بنجامین کنستانت داشت که معتقد بود پدرش آلبرتین (مادر لوئیز) است این احتمال وجود دارد که کنستانت پدربزرگ بیولوژیکی او بوده باشد.

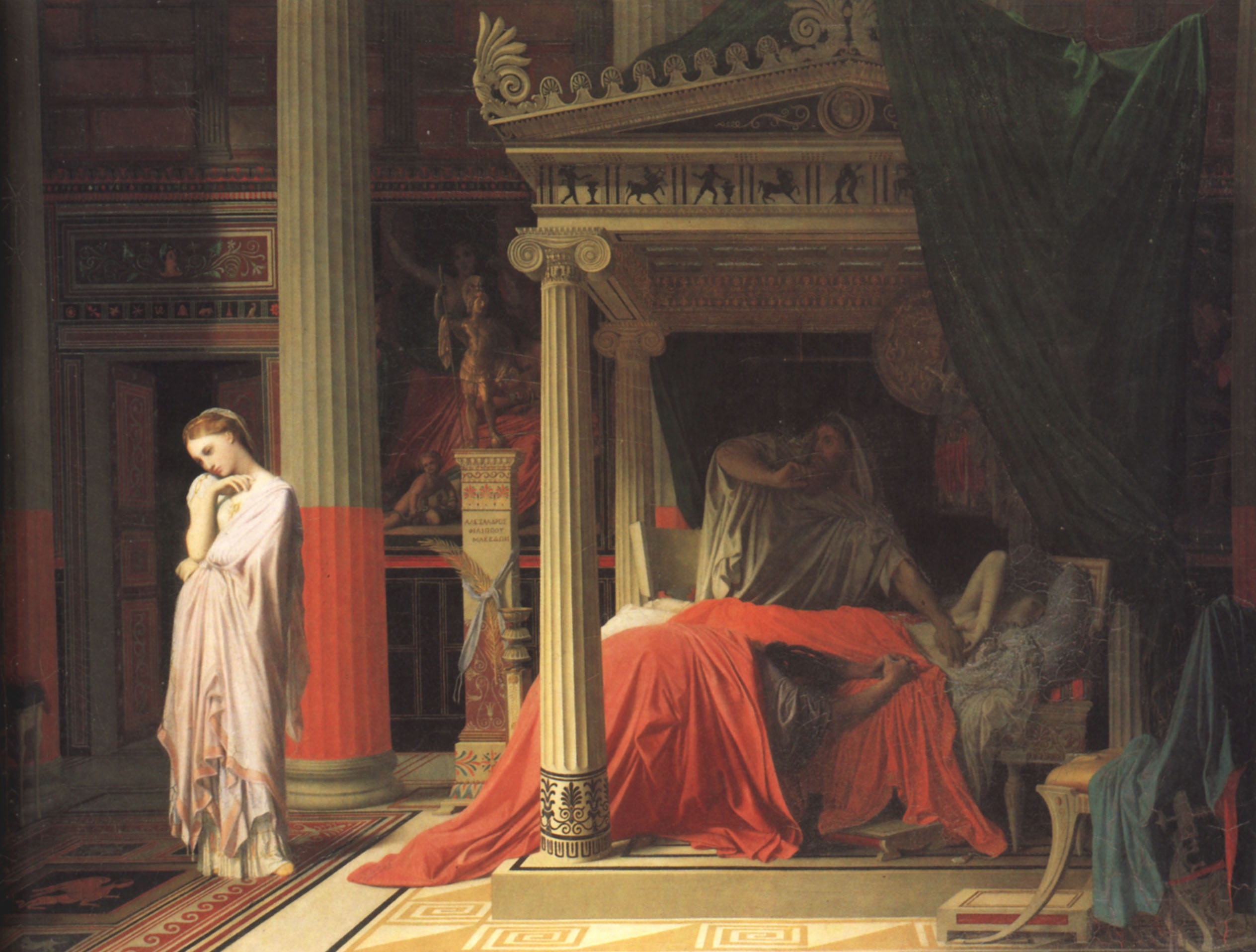
انگرس، «آنتیوخوس و استراتونیس»، ۱۸۴۰

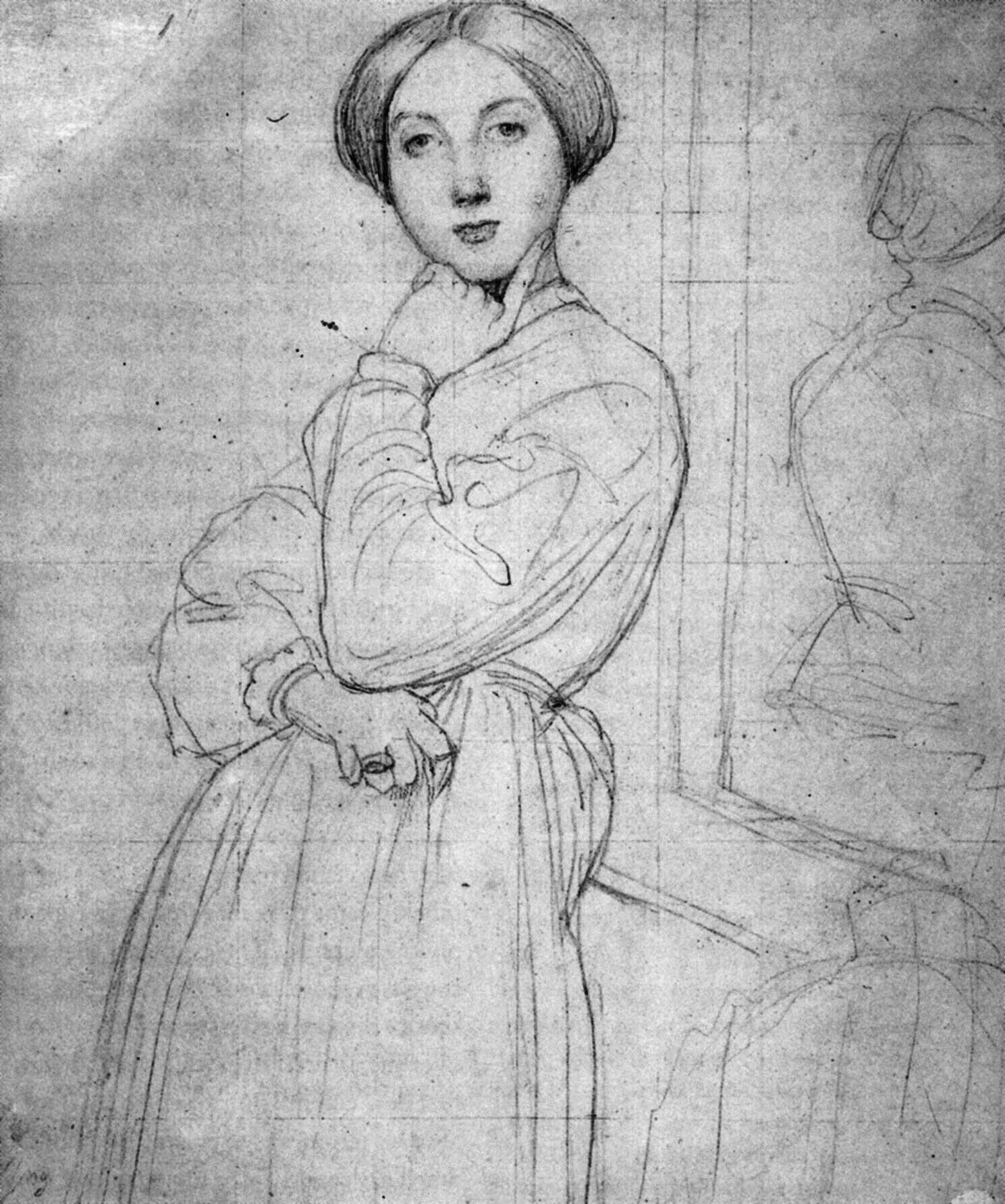
انگرس، اتود فیگور، حدود ۱۸۴۴

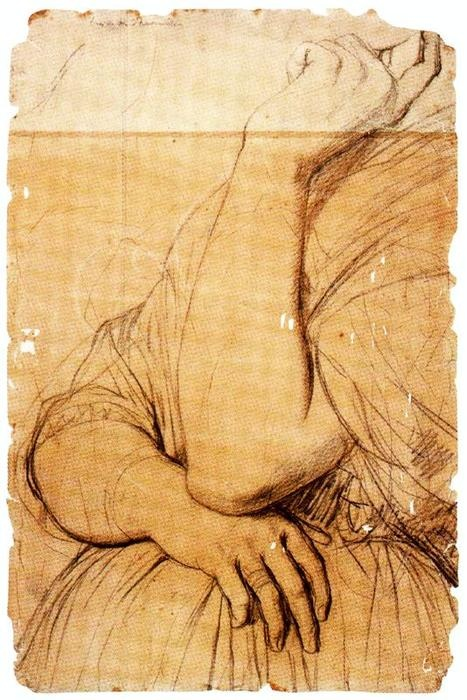
Ingres, figure study, 1844

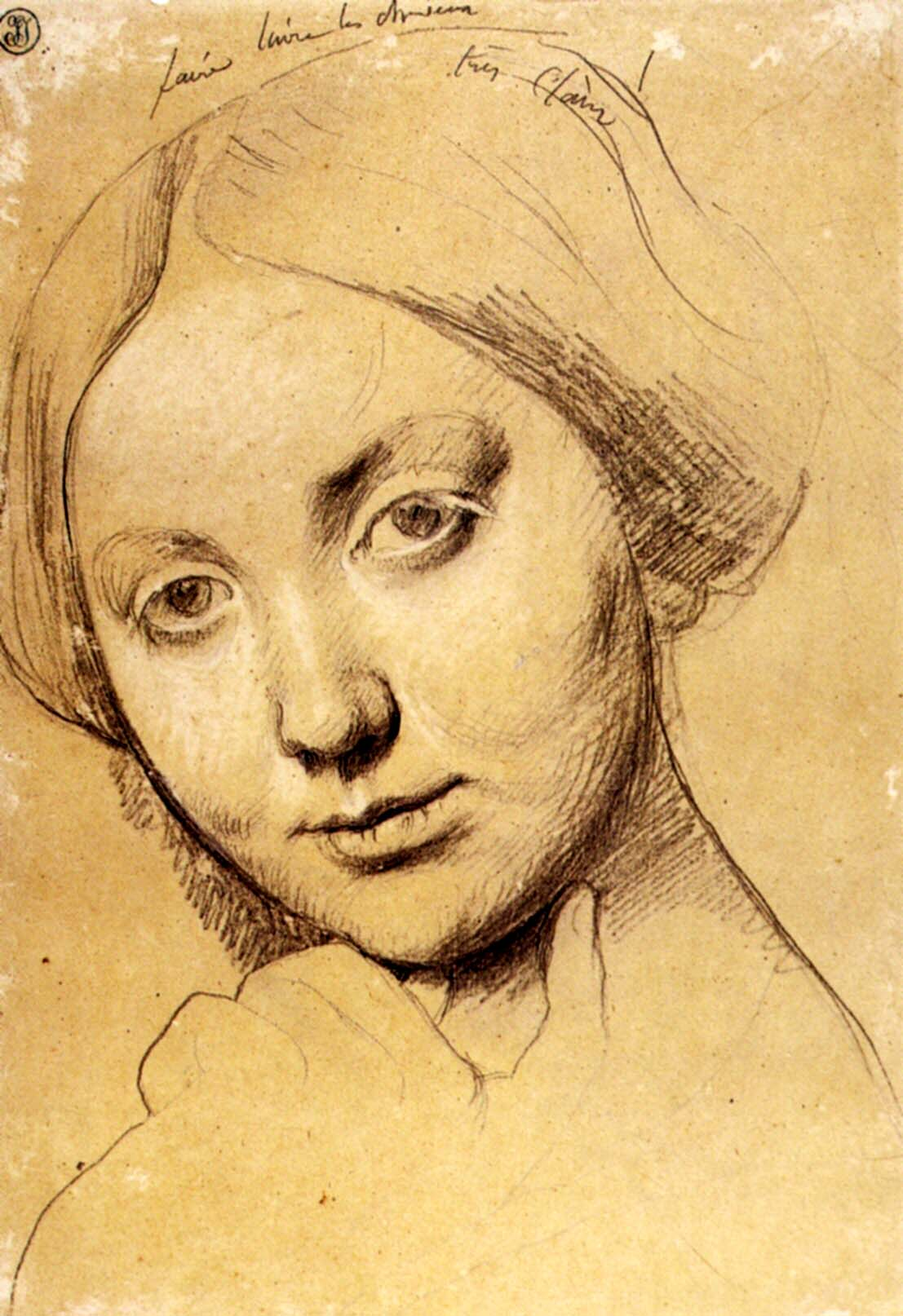
انگرس، اتود، حدود ۱۸۴۴